# Efeb iz Antikitere
Efeb iz Antikitere, v muzeju uradno imenovan Antikythera Youth , je bronasti kip mladeniča, ki ga je leta 1900 odkrila nabiralka spužev na območju brodoloma ob otoku Antikitera v Grčiji. Bil je prvi iz serije grških bronastih kipov, ki so jih v dvajsetem stoletju našli  v Egejskem in Sredozemskem morju in kar je temeljito spremenilo sodoben pogled na staro grško skulpturo . Razbitine, ki so datirane okoli 70-60 pr. n. št., so prinesle tudi Mehanizem z Antikitere, astronomsko računsko napravo, značilno glavo stoičnega filozofa in kopico kovancev. Kovanci so obsegali nesorazmerno količino pergamonske cistoforične tetradrahme in efeških kovancev, kar je vodilo znanstvenike k domnevi, da so začeli potovanje na jonski obali, morda v Efezu. Noben od izkrcanega tovora ni izviral iz celinske Grčije .
Efeb, ki meri 1,96 metra, je bil najden v številnih fragmentih. Prvič je bil restavriran v 1950-ih pod vodstvom Christosa Karouzosa, s spremembo osredotočenosti oči, konfiguracije trebuha, povezave med trupom in desnim zgornjim stegnom in položajem desne roke. Rekonstrukcija velja za uspeh.
Efeb ne ustreza znanemu ikonografskemu modelu in ni znanih kopij te vrste. V desnici bi lahko držal sferični predmet  in morda predstavljal Parisa, ki je dal jabolko razdora Afroditi. Ker pa je Paris dosledno prikazan pokrit in z značilno frigijsko kapo, so drugi znanstveniki predlagali brezbožnega, mladostnega Herakleja z jabolkom Hesperid. Lahko bi bil tudi mladi Perzej, ki drži glavo uboge Gorgone. Lahko bi bil tudi Apolon, "učen" Hermes, ki drži kerikej in deklamira, športnik, ki ima neko nagrado (sferični lekit) ali kroglo, piščalko ali jabolko. Kip bi lahko bil tudi pogrebni kip mladeniča.
Kip, datiran na okoli 340-330 pr. n. št., je eden najbolj bleščečih izdelkov peloponeškega bronastega kiparstva; individualnost in značaj, ki ga prikazuje, so spodbudili špekulacije o možnem kiparju. Morda je delo slavnega kiparja Evfranorja, ki je bil usposobljen v Polikletovi šoli, ki je naredil skulpturo Parisa.
Efeb iz Antikitere je shranjen v Narodnem arheološkem muzeju v Atenah.